# Lijst van afleveringen van SpongeBob SquarePants (seizoen 5)
Dit is een lijst van afleveringen van seizoen 5 van SpongeBob SquarePants. Dit seizoen telt 20 afleveringen. De eerste aflevering van dit seizoen werd op 19 februari 2007 in de Verenigde Staten uitgezonden.
| Aflevering (seizoen) | Aflevering (serie) | Eerst uitgezonden in VS | Titel                                                               | Beschrijving |
| -------------------- | ------------------ | ----------------------- | ------------------------------------------------------------------- | --- |
| 1                    | 81                 | 13 april 2007           | Friend or Foe? (Vriend of vijand)                                   | Patchy de Piraat wordt de kok bij The Poop Deck, een lokale zeevoedsel/burger restaurant. Hij wordt verstoord als Potty wordt benoemd tot Assistent Manager. Ondertussen vertellen meneer Krabs, Plankton en Karen het verhaal van Krabs en Planktons vroegere vriendschap. - Dit is de eerste van drie afleveringen met een persoon in de titelkaart (Krabs en Plankton). De andere twee zijn "The Two Faces of Squidward" (seizoen 5) met Octo erin en "What Ever Happened to SpongeBob?" (seizoen 5) met SpongeBob. |
| 2                    | 82                 | 30 juli 2007            | The Original Fry Cook (De kok van vroeger)                          | SpongeBob probeert om indruk te maken op de vroegere werknemer van de Krokante Krab, genaamd Jim. Hij realiseert zich dat Jim veel beter is dan hij, en begint zich voor zijn baan te vrezen. Hij sluit zichzelf op in de vriezer en verstuurt meneer Krabs een vaarwel-briefje omdat hij zeker weet dat hij wordt ontslagen. Uiteindelijk blijkt dat Jim SpongeBobs baan niet wil overnemen, maar hij is alleen op visite. |
| 2                    | 82                 | 30 juli 2007            | Night Light (Nacht licht)                                           | Nadat hij een verhaal heeft gelezen over de "boogeyman", wordt SpongeBob bang voor het donker, en koopt hij heel veel nachtlichtjes. Patrick ontdekt dat hij ook bang in het donker is. Meerminman en Mosseljongen komen naar zijn ananas en zeggen dat er niets is om bang voor te zijn, nadat hij het Meerminmansignaal heeft verzonden. Als de zon opkomt komt SpongeBob over zijn angst heen. - Mark Hamill heeft in deze aflevering een gastoptreden gemaakt. - Dit is de eerste aflevering met Meerminman en Mosseljongen erin die niet naar hen vernoemd is. |
| 3                    | 83                 | 19 februari 2007        | Rise and Shine (Uit de veren)                                       | SpongeBob wordt op een dag wakker en wil weten hoe Patricks ochtenden eruitzien. Patrick is zeer gedesorganiseerd 's ochtends en denkt niet helder. ("Ik moet mijn tanden aandoen en mijn broek poetsen!") |
| 3                    | 83                 | 19 februari 2007        | Waiting (Wachten)                                                   | SpongeBob levert genoeg graangewassen dozen in om een prijs bij de post te krijgen. Hij wil zijn prijs heel graag dus staat hij bij de brievenbus er op te wachten. Patrick gaat met hem mee wachten. Het speelgoed komt maar ze denken dat ze het hebben gebroken. Dan zegt Octo dat het speelgoed hoort te "breken". |
| 3                    | 83                 | 29 september 2007       | Fungus Among Us (De jeuk)                                           | SpongeBob ziet Gerrit een groen ding van de grond eten. SpongeBob krijgt het van hem maar gaat naar het werk, onbewust van de dreigende gevolgen. SpongeBob geeft het ding door aan Octo en meneer Krabs. Hij vindt uit dat het de Ick is, een vreselijke schimmelbesmetting. SpongeBob moet in een bubbel blijven om veilig te blijven. Patrick breekt het maar blaast dan een nieuwe, om SpongeBob rond te laten bewegen. Gerrit gaat met hem mee naar de Krokante Krab en ziet dat iedereen de Ick heeft. Gerrit eet de Ick van iedereen af, en worden weer normaal. |
| 4                    | 84                 | 23 juli 2007            | Spy Buddies (SpiongeBob)                                            | Meneer Krabs stuurt SpongeBob en Patrick naar Plankton om uit te vinden wat hij aan het doen is. Dan maakt SpongeBob een gunbarrel scène (de echte oorzaak was dat Patrick aan het kijken was naar SpongeBob door een rietje). Ze gaan de stad rond en spioneren bij Planktons variërende activiteiten. Als Plankton de Krokante Krab aanvalt, neemt Patrick wraak door zijn zeppelin op te blazen. Dan vindt SpongeBob uit dat meneer Krabs en Plankton van plaats hebben gewisseld om te zien hoe moeilijk het is om andermans leven te leiden. |
| 4                    | 84                 | 23 juli 2007            | Boat Smarts (Theorieles)                                            | Mevrouw Puff laat een video zien van hoe een goede rijder doet, en een slechte rijder. Ze gebruikt Octo als goede rijder en SpongeBob als de slechte. Ze legt uit hoe je als Octo kan zijn, en aan het einde verwoest SpongeBob de hele stad. Dan zegt hij dat hij theorieles had en zegt: “Het lijkt er op dat jullie je theorieles vergeten zijn,” tegen Octo en mevrouw Puff. |
| 4                    | 84                 | 23 juli 2007            | Good Ol’ Whatisthisname (Meneer Gaatjenietsaan)                     | Meneer Krabs vertelt Octo en SpongeBob dat als ze de namen leren kennen van iedereen die in de Krokante Krab eet, een prijs wint. Ze zijn zelfs in een wedstrijd; Octo probeert om de naam te krijgen van de laatste man. Als Octo naar zijn naam vraagt, zegt hij “Gaat je niks aan!” Octo steelt zijn rijbewijs, alleen om te ontdekken dat zijn naam "echt" Gaatje Niksaan is (Engels: Mr. What Zit Tooya). De politie neemt Octo mee naar de gevangenis, waar hij niettemin overtuigd is dat hij over tien jaar vrijkomt en op een oceaancruise gaat. Als hij daar is, vertelt meneer Krabs hem dat hij alleen de brochure daarvan heeft gewonnen. Octo is met wanhoop vervuld en kan geen vrede en stilte kan krijgen omdat hij Patrick heeft als celgenoot. |
| 5                    | 85                 | 25 juli 2007            | New Digs (Nieuwe woonruimte)                                        | Op een dag is SpongeBob een minuut te laat voor zijn werk omdat hij zich heeft verslapen. Hij begint zich zorgen te maken. Hij doet zijn best om meneer Krabs te laten zien dat hij een op-tijdwerknemer is. Hij vertelt meneer Krabs dat hij een minuut te laat is maar meneer Krabs vergeeft hem. Dan krijgt SpongeBob een idee: hij gaat in de Krokante Krab wonen zodat hij nooit meer te laat komt. Hij maakt de Krokante Krab net als thuis. Snel gaat hij te ver en maakt de Krokante Krab te veel als thuis. Meneer Krabs zet SpongeBob eruit en hij en Octo zijn weer buren. Octo wil SpongeBob niet als buurman dus gaat hij in de Krokante Krab wonen. |
| 5                    | 85                 | 25 juli 2007            | Krabs a la Mode (De thermostaat)                                    | Meneer Krabs heeft een zeer precieze thermostaat die altijd op 62 graden Fahrenheit. Een nacht sluipt Plankton de Krokante Krab in en draait de thermostaat naar –15 graden zodat het in het restaurant koud wordt. De volgende dag gaat iedereen omdat het zo koud is, maar ze komen al snel weer terug met schaatsen aan. SpongeBob start met ijsschaatsen en het wordt een hit bij de bezoekers. Plankton wordt boos en gaat naar de Krokante Krab om meneer Krabs te confronteren. Hij krijgt een groot handgemeen maar doet de temperatuur weer omhoog, om het ijs te laten smelten. Meneer Krabs en SpongeBob vallen door het indoor meer. Plankton laat de Krokante Krab nu weer bevriezen. Dan valt hij van de thermostaat en meneer Krabs bevriest Plankton. Hij laat het water smelten tot een zwembad. |
| 6                    | 86                 | 27 juli 2007            | Roller Cowards (Achtbaanhelden)                                     | Een nieuwe achtbaan genaamd “The Firey Fist o’Pain” opent in Handschoenenland en SpongeBob en Patrick willen erin. Die nacht krijgen ze allebei een nachtmerrie daarover en gaan er anders over denken, niet wetend van elkaar. Als ze dan naar Handschoenenland gaan, gaan ze op alle kinderattracties, maar ze vermijden de nieuwe achtbaan. Als ze er dan uiteindelijk in gaan, willen ze nog eens. |
| 6                    | 86                 | 27 juli 2007            | Bucket Sweet Bucket (De renovatie van de Maatemmer)                 | Karen vertelt Plankton dat de Maatemmer smerig wordt en ze wil dat het wordt opgeknapt. Plankton laat SpongeBob, Patrick en Octo het werk doen. Plankton sluipt de Krokante Krab in om de geheime formule te stelen als niemand kijkt. Als hij dat doet, ziet hij dat het alleen de “te doen”-lijst van meneer Krabs is. |
| 7                    | 87                 | 26 juli 2007            | To Love a Patty (Allerliefste Krabby)                               | SpongeBob kookt een perfecte Krabburger en wil niet dat iemand hem eet. Hij neemt de burger en wordt er verliefd op. Hij neemt de burger overal mee naartoe, zelfs op een date in de Krokante Krab. Na enkele uren is de burger zo oud en lelijk dat meneer Krabs hem opeet. |
| 7                    | 87                 | 26 juli 2007            | Breath of Fresh Squidward (De nieuwe Octo)                          | Octo heeft een elektrische omheining geplaatst. Nadat hij een schok hiervan heeft gekregen als hij zijn huis verlaat, wordt hij vrienden met SpongeBob en Patrick. SpongeBob denkt dat hij Patrick van hem af wil nemen en stuurt Octo naar huis. Dan krijgt hij weer een schok en wordt weer normaal, maar SpongeBob en Patrick krijgen ook een schok en worden nu net als Octo. |
| 8                    | 88                 | 31 juli 2007            | Money Talks (Geld regeert)                                          | Meneer Krabs wil met geld praten. Dan komt De Vliegende Hollander zijn wens vervullen. Dan heeft meneer Krabs het vermogen om met geld te praten. Het geld begint met hem te praten maar ze willen dat hij dingen koopt wat zij leuk vinden, maar meneer Krabs niet. Hij wordt er gek van, maar om hier van af te komen, moet hij zijn ziel verkopen aan De Vliegende Hollander, maar hij heeft zijn ziel al verkocht aan andere geesten en SpongeBob, omdat hij hem altijd een euro te weinig betaalt. |
| 8                    | 88                 | 31 juli 2007            | SpongeBob vs. the Patty Gadget (SpongeBob en de Krabburgermachine)  | Deze aflevering is een gedicht. Octo zegt dat SpongeBob kan worden vervangen door een robot dat in hoge snelheid Krabburgers kan maken. SpongeBob daagt de machine uit en wint, maar nadat de machine kapotgaat, is hij zo moe dat hij op de grond valt. De bijstanders houden een begrafenis, maar het blijkt dat SpongeBob leeft en vrolijk is, en de begrafenis was voor de machine bedoeld. Deze aflevering is verteld door Patchy de Piraat. - Deze aflevering is een parodie van een kort verhaal over John Henry. |
| 8                    | 88                 | 31 juli 2007            | Slimy Dancing (Kramp!)                                              | Octo strijdt in een danswedstrijd tegen SpongeBob en Patrick. Octo haalt de finales niet, maar SpongeBob en Patrick wel. Ze vragen Octo hoe dat kan, maar hij liegt dat hij zo goed is, dat hij verbannen is van de competitie. SpongeBob en Patrick vragen hem als hun mentor. Als hij dit dan is, krijgt Patrick kramp in zijn broek en gaat Octo in SpongeBob’s lichaam dansen. Hij heeft de controle over de spons’ lichaam dus krijgt hij de prijs als SpongeBob wint. Hij wint, maar wordt gediskwalificeerd als Octo is ontdekt. Meer finalisten hebben gedanst met hulp. Patrick wint de wedstrijd omdat hij de enige was die niet danste met hulp, alhoewel hij nog steeds kramp heeft. - Deze aflevering was deel van de viering van de release van The Pirates Who Don’t Do Anything: A VeggieTales Movie. |
| 9                    | 89                 | 24 juli 2007            | The Krusty Sponge (De Krokante spons)                               | Een eetcriticus genaamd Gene Scallop komt naar de Krokante Krab en geeft SpongeBob’s Krabburger een goed cijfer. Mensen houden van SpongeBob’s eten, dus meneer Krabs vormt het restaurant om tot de Krokante Spons. Terwijl SpongeBob enkele keren de bezoekers rond het restaurant rijdt in een trein, wordt de Spongeburger een nieuwe attractie, wat de bezoekers al een beetje wisten, en nutteloze burgers die ze niet in de vriezer kunnen stoppen, maar wanneer die gegeten worden, veranderen de bezoekers in gele zombies. Meneer Krabs wordt gearresteerd voor voedselvergiftiging en moet naar de rechtbank, maar omdat de jury een grote SpongeBob-fan is, laten ze meneer Krabs vrij. |
| 9                    | 89                 | 19 februari 2007        | Sing a Song of Patrick (Een liedje van Patrick)                     | Patrick ziet een bod op de achterkant van een stripboek dat hij 100 dollar kan winnen als hij een lied schrijft, en dat lied kan echt gecomponeerd worden door een band. Hij schrijft een lied, maar dan gaat de band uit elkaar. Hij gaat naar SpongeBobs huis om het lied te luisteren, maar het is zo slecht dat de ananas gaat rotten. SpongeBob vindt het leuk dat alles wat hij bezat is vernietigd door het lied, en hij helpt Patrick om het lied op de radio te krijgen. Het radiostation weigert, dus kapen ze de radiotoren en de hele stad moet er naar luisteren. Dit veroorzaakt een boze bende en gaan achter hen aan en aan het einde worden SpongeBob en Patrick geraakt door trefballen. - De originele titel voor deze aflevering was: “I am the Starfish”, dat is een parodie op “I Am the Walrus” van The Beatles. |
| 10                   | 90                 | 1 augustus 2007         | A Flea in Her Dome (De vlo)                                         | Sandy komt terug van een wetenschapconventie in Texas en neemt een vlo mee. De vlo plant zich snel voort en laat Sandy’s koepel lekken. SpongeBob zegt dat zij de rest van hun leven in vlooien moeten leven in plaats van water, en geeft Sandy daarbij het idee van de koepel vullen door de deuren open te laten. Als dit lukt, is de hele oceaan en iedereen erin gered. |
| 10                   | 90                 | 1 augustus 2007         | The Donut of Shame (De donut)                                       | SpongeBob en Patrick hebben een feest. De volgende dag pakt Patrick de donut uit SpongeBobs hand. Als hij thuis is herinnert hij zich dat de donut eigenlijk van SpongeBob is. Hij probeert de donut te verstoppen als SpongeBob naar zijn huis komt. Als hij er is, laat hij een video zien waarin is te zien dat hij de donut gaf voor Patricks verjaardag. Ze besluiten om de donut te delen, maar omdat Patrick hem op zoveel plekken verstopte, smaakt hij vreemd. |
| 10                   | 90                 | 1 augustus 2007         | The Krusty Plate (Het vuile bord)                                   | SpongeBob gaat naar huis na zijn werk, maar meneer Krabs zegt dat er een vlek op een bord zit en dat hij niet weg mag tot de vlek weg is. SpongeBob probeert verschillende dingen om het bord te wassen, maar de vlek wil er niet af. Hij pakt een gigantische nucleaire machine en schiet er op en zet hem op de maximale stand. De vlek is eraf, maar de Krokante Krab is vernietigd. - Als SpongeBob roept dat hij de stralen moet kruisen om de vlek er af te krijgen, is dit een parodie op Ghostbusters. |
| 11                   | 91                 | 12 november 2007        | Atlantis SquarePantis                                               | Deel 1: SpongeBob en Patrick ontdekken het verloren deel van het verloren amulet van Atlantis die, als beide stukken aan elkaar zitten, hen op een reis naar de verloren stad van Atlantis sturen. Op weg naar Atlantis droomt SpongeBob om de “Oudste Bubbel van de Wereld” te zien, die in een museum te vinden is. Maar ze weten niet dat Plankton in de bus is geslopen, om Atlantis voor zichzelf te houden. Ondertussen zit Patchy vast in het verkeer en wil terug zijn voordat de nieuwe SpongeBob-aflevering begint. Hij gaat terug in de tijd, maar vindt uit dat Encino op mysterieuze wijze is verdwenen. Deel 2: SpongeBob, Patrick, Octo, Sandy en meneer Krabs verkennen Atlantis en vinden allemaal iets interessants. (Meneer Krabs een schatkamer, Octo de kunsthal enz.) SpongeBob en Patrick krijgen eindelijk de oudste bubbel te zien, maar laten het per ongeluk knappen. Ondertussen is Patchy nog steeds op zoek naar Encino, maar zijn wil voor eten en drinken laten hem hallucineren. |
| 12                   | 92                 | 29 september 2007       | Le Big Switch (De grote wisseltruc)                                 | Meneer Krabs maakt een uitwisselingsprogramma waarbij SpongeBob in een Frans restaurant gaat werken en een paarse vis chef wordt in de Krokante Krab. SpongeBob's nieuwe baas accepteert dat hij Krabburgers verkoopt in het Fancy! restaurant als de paarse vis alleen verscheurd goud maakt en het restaurant bankroet maakt. Meneer Krabs betreurt het uitwisselingsprogramma die zijn huis vol inbrekers aantreft en geen stoelen en tafels zijn over, totdat SpongeBob terugkomt om hem te redden. |
| 12                   | 92                 | 19 juli 2009            | Goo Goo Gas (Het goe-goe gas)                                       | Plankton vindt een gas uit die volwassenen in baby's kan veranderen om van SpongeBob, meneer Krabs en Octo af te komen en het Krabburgerrecept kan stelen. Maar dan realiseert hij zich als hij volwassenen in baby's kan veranderen, dat hij ook baby's in volwassenen kan laten veranderen, dus creëert hij een gas dat iedereen in baby's verandert en verandert iedereen in de Krokante Krab in baby's. Maar dan wil SpongeBob met het gas spelen en hij vernietigt het gas en iedereen wordt weer normaal behalve Plankton. Hij wordt een baby en meneer Krabs zet hem op een veilige plek waar hij niet kan ontsnappen. - Deze aflevering is, tot 19 juli 2009, nog nooit in de Verenigde Staten verschenen. Wel verscheen de aflevering twee keer op DVD. Het is in het Verenigd Koninkrijk verschenen in de Ross Lee's Goulies Special op 27 september. |
| 13                   | 93                 | 2 augustus 2007         | Picture Day (Kijk eens naar het vogeltje)                           | Het is tijd voor de fotodag op de vaarschool en SpongeBob ziet er goed uit voordat hij naar school loopt. Maar hij wordt smerig en moet naar huis gaan om zichzelf schoon te maken. Als SpongeBob eindelijk op school is, wordt hij weer smerig – alleen kan hij deze keer niet naar huis omdat zijn foto op het punt staat gemaakt te worden. |
| 13                   | 93                 | 2 augustus 2007         | Pat No Pay (Patrick betaalt niet)                                   | Patrick gaat naar de Krokante Krab en eet enorm veel Krabburgers. Als meneer Krabs hem om het geld vraagt geeft Patrick het niet. Patrick moet voor de Krokante Krab werken totdat hij genoeg geld heeft om te betalen. |
| 13                   | 93                 | 2 augustus 2007         | BlackJack (BlackJack)                                               | SpongeBob krijgt een brief van zijn neef BlackJack, die vertelt dat hij is ontslagen uit de gevangenis en dat hij zijn ouders heeft ontvoerd. SpongeBob gaat erheen, maar ze zijn er niet. Hij gaat naar oma’s huis, maar ze maakt het alleen maar erger. Hij gaat naar het huis van oom Captain Blue, maar hij vertelt alleen waar BlackJacks huis is. Als hij daar is, vindt hij uit dat zijn ouders alleen een feest geven voor BlackJack, maar hij is heel klein. |
| 14                   | 94                 | 3 augustus 2007         | Blackened Sponge (Blauwogige spons)                                 | SpongeBob probeert een tandpastatube open te maken met een tang en de dop van de tandpasta schiet hem in zijn oog. Gelukkig krijgt hij geen blauw oog. Als hij uitglijdt en de tang raakt hem in zijn oog, krijgt hij wel een blauw oog. SpongeBob vertelt aan iedereen dat hij in gevecht ging met Jack G. Gekkevis (een man uit zijn dromen). Iedereen gelooft hem tot meneer Gekkevis in de Krokante Krab verschijnt en SpongeBob vertelt de waarheid en eindigt met 2 blauwe ogen omdat hij herhaalde wat hij die ochtend deed. Alles wat SpongeBob probeert is om niet stom te lijken, maar in plaats daarvan lijkt hij nog stommer. |
| 14                   | 94                 | 3 augustus 2007         | Mermaid Man vs. SpongeBob (Meerminman tegenover SpongeBob)          | Plankton wordt er gek van dat meneer Krabs reclamespotjes maakt. Hij geeft Meerminman en Mosseljongen hersencontroleshampoo en laat hen de Krokante Krab aanvallen. Het gaat goed totdat SpongeBob Meerminman en Mosseljongen een Krabburger geeft. Ze weigeren de burger, en SpongeBob vindt uit dat ze niet genoeg vezel in hun ogen hebben. Als hij het nog een keer probeert, komen ze uit hun trance. |
| 15                   | 95                 | 23 november 2007        | The Inmates of Summer (Zon-zon eiland)                              | SpongeBob en Patrick zijn per ongeluk naar een gevangenisschip gebracht. Ze vinden het kamp snel leuk, totdat ze naar het echte kamp gaan, dat ze haten. |
| 15                   | 95                 | 23 november 2007        | To Save a Squirrel (Eten of gegeten worden)                         | SpongeBob en Patrick sluipen weg met Sandy in een van haar expedities. Ze raken verdwaald, en proberen elkaar te eten. Uiteindelijk geeft Sandy (verkleed als een oude man) hen hun survivalmedailles. |
| 16                   | 96                 | 11 april 2008           | Pest of the West (Sheriff SpongeBuck)                               | SpongeBob is jaloers op iedereen omdat zij minstens één beroemde voorouder hebben, en hij gaat naar de bibliotheek om zijn familiearchieven uit te spitten. Daar komt hij Sandy tegen, die hem vertelt dat hij ook een beroemde voorouder heeft, genaamd SpongeBuck. |
| 17                   | 97                 | 23 november 2007        | 20,000 Patties Under the Sea (20.000 Krabburgers onder zee)         | Vlak voor SpongeBob's huis vinden SpongeBob en Patrick een oude onderzeeër. Ze laten het aan meneer Krabs zien en hij beslist om een mobiele Krokante Krab te maken. Plankton ziet dit en maakt een mobiele Maatemmer. SpongeBob en Patrick gaan de stad rond maar vallen in een diepe geul. Ze zien een zeemonster en hij wil eten, dus SpongeBob en Patrick geven het aan hem. Plankton zegt het monster dat hij het niet moet kopen, maar hij doet het wel. Als ze terug zijn in de Krokante Krab, vraagt meneer Krabs om het geld, maar SpongeBob heeft het geld verwisseld voor zeestenen. - De titel is een parodie op een boek van Jules Verne: 20.000 mijlen onder zee. |
| 17                   | 97                 | 23 november 2007        | The Battle of Bikini Bottom (De slag om Bikinibroek)                | Patrick en SpongeBob zien mensen de Slag om Bikinibroek nadoen. Patrick zegt dat de slag is begonnen wanneer mensen die schoon zijn en mensen die vies zijn gingen vechten, en Patrick lijkt "de vieze" en SpongeBob "de schone". Patrick probeert om SpongeBob vies te maken, maar SpongeBob wil Patrick schoonmaken. SpongeBob vertelt Patrick dat het niet uitmaakt of je schoon of vies bent van buiten, maar dat het wel uitmaakt van binnen. |
| 18                   | 98                 | 13 oktober 2008         | What Ever Happened to SpongeBob? (Wat is er gebeurd met spongebob?) | SpongeBob verlaat Bikinibroek verliest zijn geheugen. Dan wordt hij de burgemeester van New Kelp City, een parodie op New York. Sandy, Octo, Patrick en meneer Krabs vinden hem, maar het is moeilijk voor hem om mee te gaan met "vreemdelingen" of in New Kelp City te blijven waar hij een held is voor de bewoners. - Deze aflevering is gebaseerd op het SpongeBob-boek "For the Love of Bubbles". - Dit is de derde aflevering van drie met een persoon in de titelkaart (SpongeBob). De eerste is “Friend or Foe?” (seizoen 5) met Krabs en Plankton erin en “The Two Faces of Squidward” (seizoen 5) met Octo. |
| 19                   | 99                 | 23 november 2007        | The Two Faces of Squidward (De 2 gezichten van Octo)                | SpongeBob en Octo werken op een dag, en SpongeBob slaat per ongeluk een deur in Octo’s gezicht. Octo heeft plastische chirurgie nodig. Als dit klaar is, wordt hij een knapperd. Alle meisjes vallen voor hem. Octo vindt het leuk totdat ze hem beginnen te irriteren. SpongeBob moet van Octo nog een keer de deur in zijn gezicht slaan, maar dit maakt Octo nog knapper. Dan botst Octo tegen een paal en wordt weer normaal. - Dit is de tweede aflevering van drie met een persoon in de titelkaart (Octo). De eerste is “Friend or Foe?” (seizoen 5) met Krabs en Plankton erin en “What Ever Happened to SpongeBob?” (seizoen 5) met SpongeBob. |
| 19                   | 99                 | 23 november 2007        | SpongeHenge (SpongeHenge)                                           | SpongeBob gaat naar buiten als het hard waait en de wind laat zijn poriën muziek maken. De kwallen vinden deze muziek leuk. SpongeBob vindt zijn nieuwe vrienden leuk totdat er nog meer komen. Hij rent weg en verschuilt zich in een grot. Hij maakt een stenen SpongeBob om muziek te maken die de kwallen weg jaagt. Het is geen goede muziek, dus maakt hij nieuwe, grotere SpongeBob’s. Hij gaat weg. 3000 jaar later zien aliens de grote SpongeBobs en verbazen zich wie ze heeft gemaakt. - De titel is een parodie op Stonehenge. |
| 20                   | 100                | 23 november 2007        | Banned in Bikini Bottom (Verbannen in Bikinibroek)                  | Mevrouw Gristlepuss komt naar de Krokante Krab en verbant Krabburgers omdat ze te veel lol bezorgen. Meneer Krabs besluit om ze undercover te verkopen in SpongeBob's huis, maar Plankton ontdekt dit snel en belt de politie. Uiteindelijk probeert mevrouw Gristlepuss een Krabburger en ont-verbant ze. |
| 20                   | 100                | 23 november 2007        | Stanley S. SquarePants (Stanley S. SquarePants)                     | SpongeBob's neef Stanley komt op visite, maar hij veroorzaakt enorm veel chaos, omdat alles wat hij aanraakt ontploft (behalve de koelkast, die hij leegmaakt). Hij probeert een baan te krijgen, en uiteindelijk krijgt hij er een in de Maatemmer, die hij ook opblaast in opdracht van meneer Krabs. |